# Tresnuraghes
Tresnuraghes è un comune italiano di 1 020 abitanti della provincia di Oristano in Sardegna. Si trova nella sub-regione della Planargia, al confine con la regione storico-geografica del Montiferru.

## Origini del nome
Il comune prende il caratteristico nome dall'antica presenza in corrispondenza del centro abitato odierno di tre nuraghi, di cui due ormai scomparsi, mentre del terzo restano a tutt'oggi poche tracce. Nel resto del territorio comunale i nuraghi sono numerosi, anche se non in buone condizioni: essi sono il nuraghe Martine, Nani e Tepporo.
Lungo la strada che conduce al colle di San Marco, e termina in località Foghe sono visibili un dolmen, ed un trittico in pietra conosciuto con il nome di Su Ju Malmuradu, traducibile in italiano con "Il giogo pietrificato": narra la leggenda popolare che un contadino, non avendo smesso di lavorare durante il passaggio della processione di San Marco, fosse stato per questa colpa trasformato in pietra con il suo giogo.

## Storia
L'area fu abitata già in epoca prenuragica, nuragica e romana, per la presenza sul territorio di numerose testimonianze archeologiche, tra cui tombe dei giganti, dolmen e nuraghi.
La rada di Foghe ha sempre rappresentato un punto privilegiato di sbarco per molti invasori, quali i Mori e i pirati, come testimonia la torre di avvistamento poi costruita dagli Aragonesi. L'approdo è stato calcato in epoche remotissime e propriamente rappresentava anche uno snodo cruciale che divideva due antiche tribù nuragiche: i Ciddilitani sulla sponda destra del Rio Mannu e gli Euticiani sulla sponda sinistra; i primi erano di origine romana, i secondi di origine greca, per la precisione provenienti dalla parte settentrionale dell'isola greca di Eubea.
In questa zona si doveva quindi trovare l'antico abitato, nominato Ciddilis, che dopo la sconfitta di Amsicora nella battaglia di Cornus passò sotto l'influenza romana. Nel periodo dei Giudicati, Tresnuraghes appartenne al Giudicato di Torres e fu capoluogo della curatoria della Planargia. Alla caduta del giudicato (1259) venne governato dai Malaspina e successivamente (1308) entrò a far parte del Giudicato di Arborea. Intorno al 1420 passò sotto il dominio del Regno di Sardegna aragonese e divenne un feudo, concesso inizialmente alla famiglia Villamarina, per poi essere incorporato nel XVIII secolo dai Savoia nel marchesato della Planargia, feudo dei Paliaccio. Fu riscattato agli ultimi feudatari nel 1839 con la soppressione del sistema feudale.

### Simboli
Lo stemma e il gonfalone del comune di Tresnuraghes sono stati concessi con decreto del presidente della Repubblica del 21 giugno 1994.
La figura del drago trafitto da una spada allude a san Giorgio patrono di Tresnuraghes; il sole con le due stelle rappresenta il territorio di Planargia, che è parte integrante del Comune.
Il gonfalone è un drappo di rosso.

## Monumenti e luoghi d'interesse

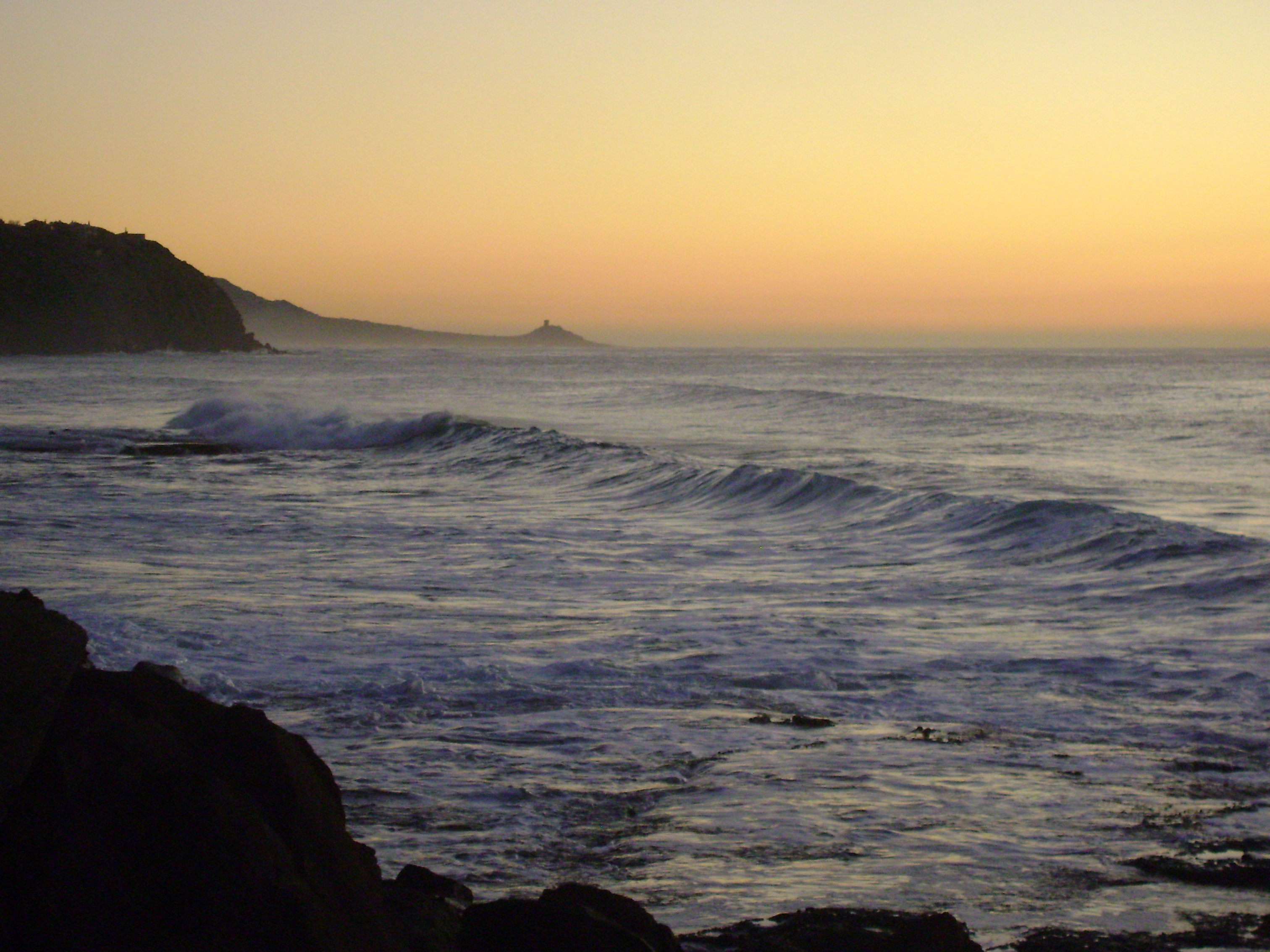
La torre di Columbargia vista dalla spiaggia di Turas (Bosa) al tramonto.

### Architetture religiose
- Chiesa parrocchiale di San Giorgio Martire
- Chiesa di Santa Croce
- Chiesa di San Lorenzo
- Chiesa campestre di Sant'Antonio da Padova
- Santuario campestre di San Marco, a circa 3 km a sud-est di Tresnuraghes.

### Architetture militari
Nei pressi della foce del Riu Mannu, a circa 5 km a sud dal comune, su un promontorio a picco sul mare in località Foghe, sorge l'omonima torre, che insieme a quelle di Ischia Ruja e Columbargia formavano il sistema costiero di avvistamento voluto dagli aragonesi.

### Siti archeologici
Lungo la strada per la chiesa si trova una tomba dei giganti e svariate domus de janas chiamate in sardo Sos Furrighèsos.

## Società

### Evoluzione demografica
Abitanti censiti

### Lingue e dialetti
La variante del sardo parlata a Tresnuraghes è quella logudorese centrale o comune.

## Cultura

### Musei
- Museo Casa Deriu.

## Infrastrutture e trasporti

### Ferrovie

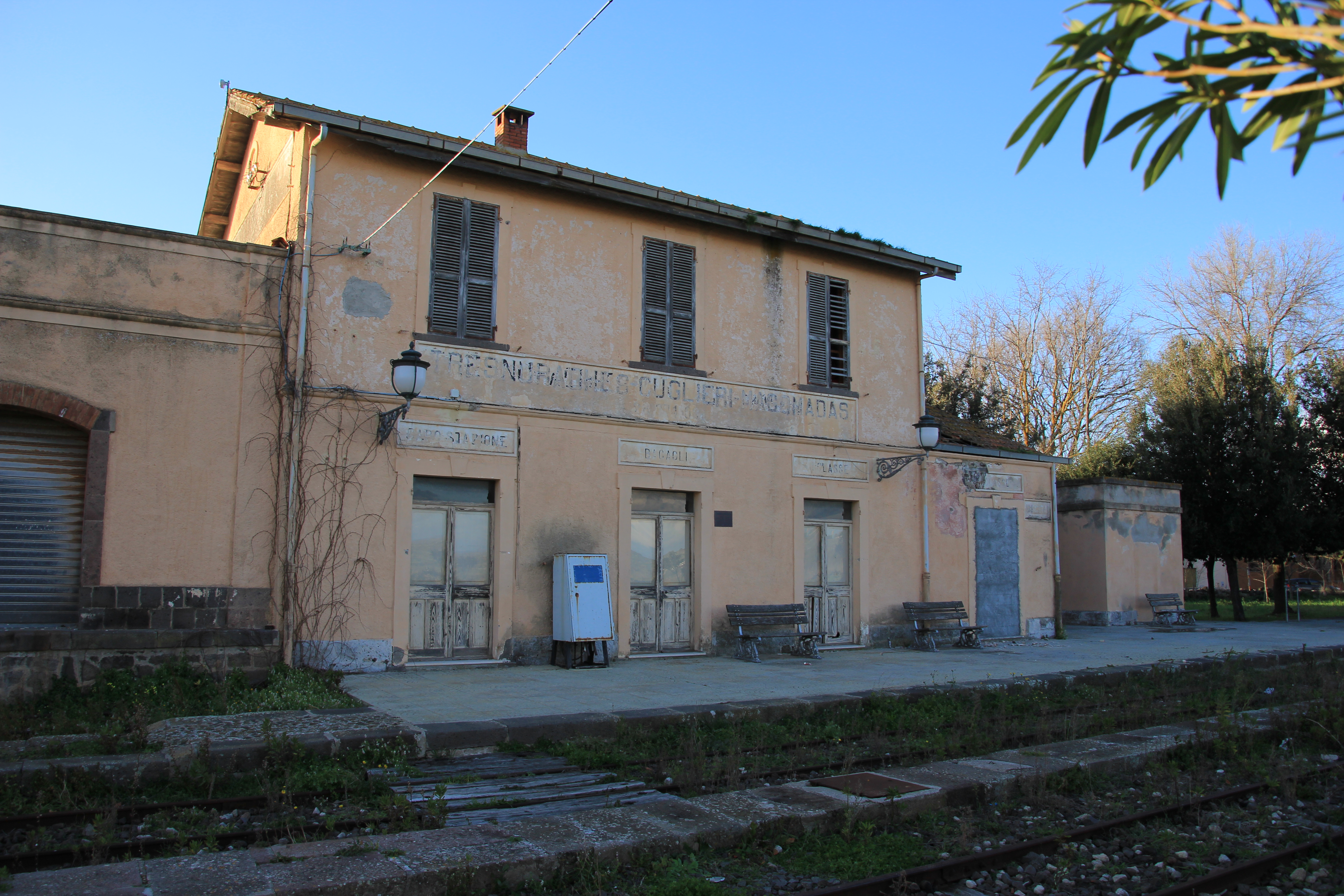
La stazione ferroviaria di Tresnuraghes-Cuglieri-Magomadas, posta al confine con quest'ultimo centro

Tresnuraghes è attraversata dalla ferrovia Macomer-Bosa dell'ARST, dal 1997 attiva solo per scopi turistici legati al servizio Trenino Verde. Nel comune è presente la stazione di Tresnuraghes-Cuglieri-Magomadas, servita nel periodo primaverile ed estivo da una serie di corse turistiche a calendario verso Bosa Marina e Macomer.